# Rzeczyca Mała
Rzeczyca Mała est une localité polonaise de la gmina mixte de Polanów, située dans le powiat de Koszalin en voïvodie de Poméranie-Occidentale. Elle se situe à environ 35 km à l'est de la ville de Koszalin et 159 km à l'est de la capitale régionale Szczecin.

## Géographie

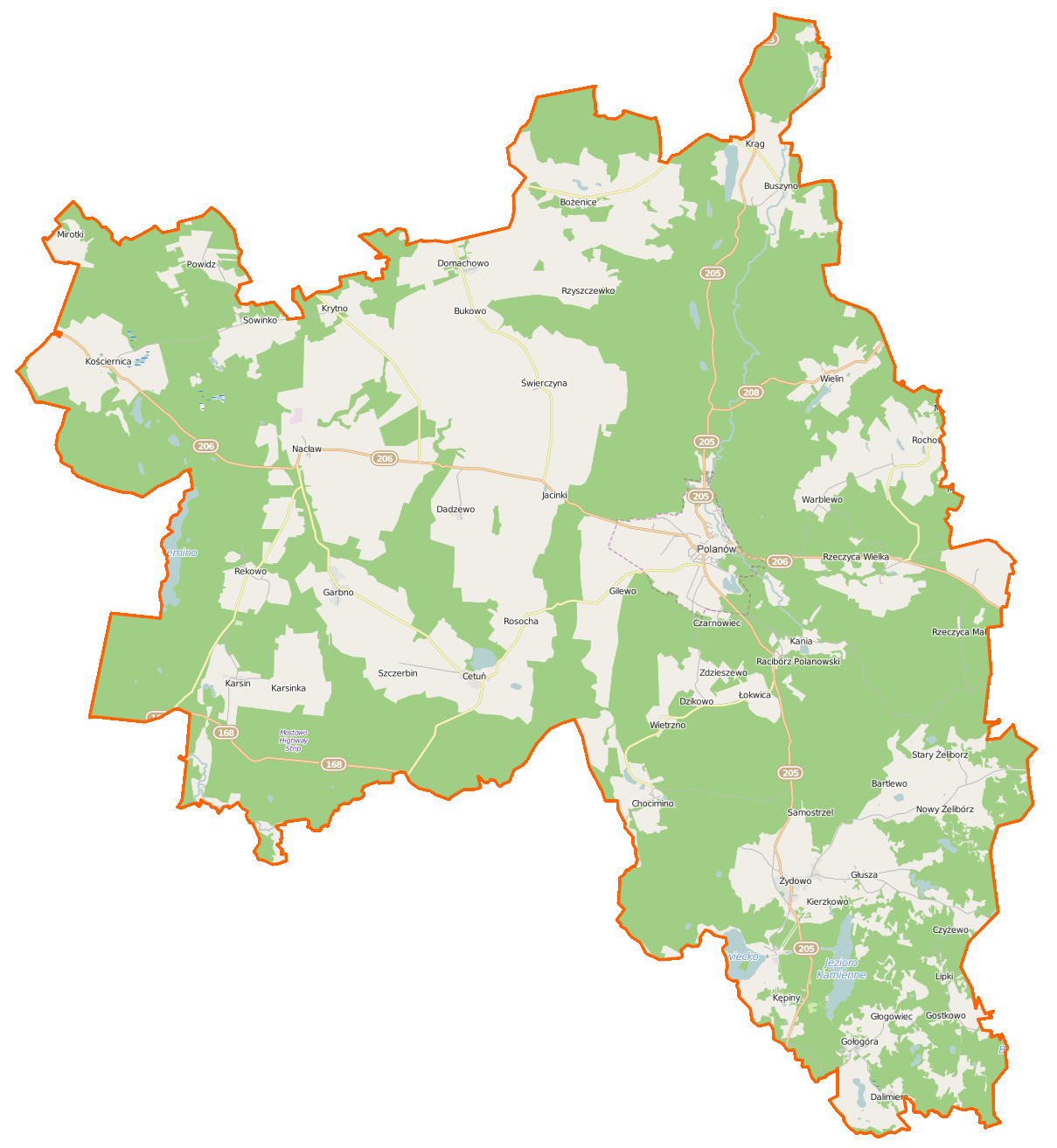
Carte de la gmina de Polanów.

## Histoire
L'histoire la plus ancienne de Rzeczyca Mała (appelée à l'époque Klein Reetz) coïncide avec celle de Rzeczyca Wielka (Groß Reetz) qui était à l'origine une ferme avec deux gîtes appelés demi-fermiers. À la fin du XVIIIe siècle, en plus du domaine, Rzeczyca Mała possédait une ferme appelée Lattenkaten. En 1928, Rzeczyca Mała dévient partie de la communauté rurale de Reetz dans le cadre de la réorganisation.
Rzeczyca Mała (Klein Reetz) appartenait à Rüdiger et Adam Heinrich, fils de Christian Lettow zu Pritzig en 1672. En 1749, le territoire est vendu au juge Felix Otto von Kameke et reste en possession de sa famille jusqu'en 1902. Après cela, il a eu différents propriétaires et en 1935, Rzeczyca Mała devient finalement la possession de Hans von Wedemeyer.
En 1812, Rzeczyca Mała (Klein Reetz) comptait 44 habitants. Leur nombre s'élevait à 93 en 1843, à 79 en 1885 et à 88 à nouveau en 1925. En 1928, le lieu fut incorporé à la commune de Reetz.
Jusqu'en 1945, Klein Reetz était dans le district de Poméranie de Rummelsburg et située dans le district administratif de Köslin, dans la province prussienne de Poméranie.
Depuis 1945, le lieu devient polonais sous le nom de Rzeczyca Mała et fait partie de la Gmina Polanów dans le powiat Koszaliński dans la voïvodie de Poméranie occidentale (1975-1998 Koszalin Voivodeship).